# Fort bij Heemstede

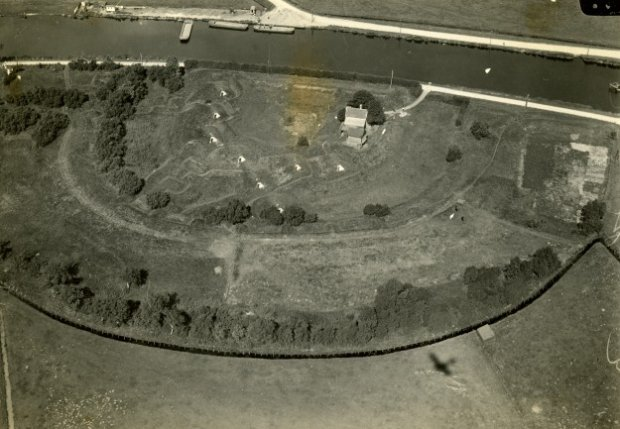
Luchtfoto rond 1925

Het Fort bij Heemstede (later Voorpositie Cruquius) is aangelegd als verdedigingswerk na de droogmaking van de Haarlemmermeer als een Post van Krayenhoff en maakt vanaf 1880 deel uit van de Stelling van Amsterdam.

## Post van Krayenhoff
In 1840 werd begonnen de Haarlemmermeer droog te leggen en meteen diende zich een probleem aan. Voor de verdediging van Amsterdam moest het land onder water gezet kunnen worden. Langs de Ringvaart van de Haarlemmermeerpolder werden tussen 1843 en 1848 de funderingen gelegd voor vier forten. Er werden drie torenforten gebouwd: het Fort aan het Schiphol, Fort aan de Liede en bij de Nieuwe Meer. De zware bouwwerken verzakten, ook door de drooglegging van de polder, zodat er werd besloten geen torenfort bij het Fort bij Heemstede te bouwen, er kwam daar een aarden verdedigingswerk met een gracht. De vier verdedigingswerken maakten deel uit van de Posten van Krayenhoff, een voorloper van de Stelling van Amsterdam.

## Stelling van Amsterdam
De forten werden in 1880 toegevoegd aan de Stelling van Amsterdam. Binnen de Stelling van Amsterdam werd het aarden fort in 1916 omgebouwd tot een voorpositie van het Fort Vijfhuizen. Er werden acht bunkers gebouwd. De aarden wallen werden gebruikt om de gracht te dempen en de bunkers te bedekken. De bunkers behoren tot de oudste nog bestaande militaire werken ter wereld die gebouwd zijn van versterkt beton.

## Fortpark
Na 1926 werd de voorpositie niet meer gebruikt. Een deel werd ontruimd om ruimte te maken voor de bouw van bedrijfspanden. In 2004 werd een buurtpark aangelegd waarin een deel van het fort is opgenomen. De acht bunkers zijn met gras bedekt maar nog duidelijk te zien. De bedrijfspanden van Dura Vermeer maken in de toekomst mogelijk plaats voor woningen waarbij het fortterrein een centrale landschappelijke positie kan krijgen.